# Ảnh hưởng của đại dịch COVID-19 đối với các vấn đề y tế khác
Đại dịch COVID-19 đã có gây ra nhiều ảnh hưởng đối với các vấn đề y tế khác trên thế giới. Đại dịch đã khiến số lượng người tới bệnh viện vì những lý do khác giảm sút. Thống kê cho thấy số người tới bệnh viện khi có triệu chứng nhồi máu cơ tim đã giảm 38% tại Hoa Kỳ và 40% tại Tây Ban Nha. Trưởng khoa tim mạch của trường Đại học Arizona nói rằng: "Tôi lo rằng trong số họ có những người đang chết dần tại nhà chỉ vì họ quá sợ không dám đến bệnh viện." Các chuyên gia cũng lo ngại rằng những bệnh nhân đột quỵ và viêm ruột thừa đang không kịp thời đi điều trị. Việc thiếu hụt các trang thiết bị y tế cũng đã gây ảnh hưởng tới các bệnh nhân đang điều trị các bệnh lý khác.
Một vài quốc gia đã ghi nhận giảm số ca lây nhiễm các bệnh lây truyền qua đường tình dục, bao gồm cả HIV/AIDS; nguyên nhân được cho là nhờ các biện pháp phong tỏa và giãn cách xã hội do COVID-19, cùng với các khuyến cáo tránh quan hệ tình dục ngẫu nhiên. Tương tự, tại một vài nơi, tỷ lệ lây nhiễm cúm và các loại virus đường hô hấp khác đã giảm đáng kể trong đại dịch.
Đại dịch cũng ảnh hưởng tiêu cực tới sức khỏe tâm thần trên toàn cầu, làm gia tăng trạng thái cô đơn do giãn cách xã hội, đồng thời gia tăng các trường hợp trầm cảm và bạo lực gia đình do phong tỏa. Tính đến tháng 6 năm 2020, 40% người trưởng thành tại Hoa Kỳ đang phải chịu các tác động xấu tới sức khỏe tâm thần, gần 11% người đã từng có ý định tự tử trong tháng qua.
Phát hiện và thực hiện các biện pháp nhằm phòng ngừa các vấn đề về sức khỏe tâm thần và hội chứng stress sau sang chấn, đặc biệt là ở phụ nữ, đã và đang là nhu cầu bức thiết.

## Sức khỏe tâm thần
Đại dịch COVID-19 đã ảnh hưởng đến sức khỏe tâm thần của người dân trên khắp thế giới. Tương tự như các vụ dịch virus đường hô hấp trước đây, chẳng hạn như SARS-CoV, MERS-CoV và dịch cúm, đại dịch COVID-19 đã gây ra các triệu chứng lo âu, trầm cảm và rối loạn căng thẳng sau chấn thương ở các nhóm dân số khác nhau, bao gồm cả ngành y tế. công nhân, công chúng, bệnh nhân và các cá nhân bị cách ly. Hướng dẫn về hỗ trợ sức khỏe tâm thần và tâm lý xã hội của Ủy ban thường vụ Liên cơ quan của Liên Hợp Quốc khuyến nghị rằng các nguyên tắc cốt lõi của hỗ trợ sức khỏe tâm thần trong trường hợp khẩn cấp là "không gây tổn hại, thúc đẩy quyền con người và bình đẳng, sử dụng các phương pháp tiếp cận có sự tham gia, xây dựng trên cơ sở nguồn lực và năng lực, áp dụng các biện pháp can thiệp nhiều lớp và làm việc với các hệ thống hỗ trợ tích hợp."  COVID-19 đang ảnh hưởng đến sự kết nối xã hội của mọi người, niềm tin của họ vào con người và thể chế, công việc và thu nhập của họ, cũng như gây ra lo lắng rất lớn.

## Tiêm chủng trẻ em
UNICEF ước tính sẽ có 117 triệu trẻ em tại 37 quốc gia có thể sẽ không được tiêm chủng kịp thời để phòng ngừa bùng phát dịch sởi. Các bác sĩ nhi khoa tại Hoa Kỳ đang bày tỏ lo lắng về tỷ lệ tiêm chủng ở trẻ em. Vào tháng 4, Trung tâm Kiểm soát và Phòng ngừa Dịch bệnh Hoa Kỳ (CDC) báo cáo rằng số mũi tiêm phòng sởi trong năm 2020 đã ở mức thấp hơn 400.000 liều so với cùng kỳ năm ngoái.

## Các bệnh lây truyền qua muỗi
Mặc dù có rất ít khả năng COVID-19 có thể lây truyền qua muỗi, đại dịch COVID-19 vẫn có tác động lớn tới việc kiểm soát các bệnh lây truyền qua muỗi như sốt rét hay sốt xuất huyết dengue. Nguyên nhân là do gián đoạn chuỗi cung ứng thiết bị y tế, tâm lý ngại đi bệnh viện của bệnh nhân và việc phải tạm dừng các chiến dịch kiểm soát muỗi như dẹp bỏ nơi muỗi sinh sản hoặc phân phát các loại màn ngủ có chứa chất diệt côn trùng.

## Bảo hiểm y tế
Hàng triệu người Mỹ đã mất bảo hiểm y tế sau khi thất nghiệp. The Independent đưa tin cho biết tổ chức Families USA "đã chứng kiến số lượng người Mỹ không có bảo hiểm tăng vọt – bổ sung thêm vào khoảng 84 triệu người khác đã không có bảo hiểm từ trước đó hoặc không được bảo hiểm chi trả đầy đủ – với mức tăng cao hơn 39% so với bất cứ lần tăng hàng năm nào trước đó, kể cả lần tăng vọt gần đây nhất vào lúc cao trào của cuộc suy thoái kinh tế 2008-2009, khi đó 4 triệu người Mỹ đã bị mất bảo hiểm."

## Khuyến cáo
Quỹ Dân số Liên Hợp Quốc (UNFPA) khuyến nghị các chính phủ duy trì thông tin và các dịch vụ về quyền lợi và sức khỏe tình dục và sinh sản (SRHR), bảo vệ nhân viên y tế và hạn chế lây truyền COVID-19. Các biện pháp bao gồm thực hiện chiến lược tiếp cận đầy đủ về thông tin SRHR và các dịch vụ chăm sóc trước khi sinh (ANC), chăm sóc trong thai kỳ, chăm sóc sau sinh (PNC), tránh thai, phá thai an toàn, phòng ngừa, xét nghiệm và điều trị HIV, các bệnh nhiễm khuẩn lây truyền qua đường tình dục (STI), phát hiện và xử lý tình trạng bạo lực trên cơ sở giới (GBV), cùng với các dịch vụ và thông tin về sức khỏe tình dục.